# Dicksoniaceae
Famille
Classification phylogénétique
Les Dicksoniaceae forment une famille de fougères arborescentes des régions tropicales, subtropicales et tempérées. Les espèces de cette famille sont généralement considérées comme plus primitives que celle de la famille des Cyatheaceae. Plusieurs taxons datant du début du Jurassique sont connus.
La plupart des espèces de cette famille ont un tronc plus court que celles de la famille des Cyatheaceae. Toutefois, les plus grandes espèces peuvent atteindre plusieurs mètres de hauteur. Un certain nombre d'autres sont épiphytes. On les trouve principalement dans les régions tropicales de l'hémisphère Sud, jusqu'au sud de la Nouvelle-Zélande.
Ces espèces se caractérisent par une fronde de 1 à 4 m de long. Le tronc est unique pour la plupart des espèces comme celle du genre Dicksonia. Tous les membres disposent de sorte de poils, contrairement aux Cyatheaceae qui disposent de sortes d'écailles.

## Dénomination et systématique

### Taxonomie
Le nom de la famille est issue du nom du genre Dicksonia, nommé en l'honneur de James Dickson, est un botaniste et pépiniériste.

### Évolution
On pense que la famille est née au Crétacé inférieur, sur la base de preuves moléculaires. Lophosoria est connue à partir de spores fossiles et de fragments de feuilles d'Amérique du Sud datant de l'Aptien. Le plus ancien fossile de Dicksonia est connu de l'Éocène de l'Antarctique. Le genre de fougère herbacée très répandu du Jurassique-Crétacé Coniopteris a historiquement été attribué à cette famille, mais l'analyse cladistique suggère qu'il est plus étroitement lié aux Polypodiales.

### Systématique
Trois genres sont reconnus dans cette famille monophylétique :
- Calochlaena
- Dicksonia
- Lophosoria

Relations des trois genres vivants, d'après.
|  | Calochlaena                                              |
|  |                                                          |
|  | \| \| Lophosoria \| \| \| \| \| \| Dicksonia \| \| \| \| |
|  |                                                          |
|  | Lophosoria                                               |
|  |                                                          |
|  | Dicksonia                                                |
|  |                                                          |

|  | Lophosoria |
|  |            |
|  | Dicksonia  |
|  |            |

Certains auteurs y placent le genre Cibotium ,. Cependant, d'autres le rangent dans la famille des Cibotiaceae.
On y accepte également plusieurs genres fossiles :
- †Conantiopteris
- †Coniopteris
- †Erboracia
- †Lophosoriorhachis
- †Nishidicaulis
- †Onychiopsis